# Leyland Princess
Leyland Princess är en personbil, tillverkad av British Leyland mellan 1975 och 1982.

## ADO71
Sedan British Leyland ersatt BMC:s 1100/1300-modeller med Austin Allegro var det dags att ta fram en efterträdare till den större 1800/2200-serien. Den nya mellanklassbilen, internt benämnd ADO71, hämtade motor och växellåda direkt från företrädaren. Hjulupphängningarna, med gasvätskefjädringen Hydragas, kom från den mindre Austin Maxi. Karossen hade den extrema kilform som var rådande mode i mitten av sjuttiotalet och liksom företrädaren fanns den bara i sedan-utförande.
Bilen introducerades i mars 1975 och marknadsfördes, likt företrädaren, under de tre märkesnamnen Austin, Morris och Wolseley. Austin- och Morris -bilarna såldes med både fyra- och sexcylindriga motorer, medan Wolseleyn bara fanns med sexan. Wolseleyn hade lyxigare interiör än systermodellerna, med tjocka mattor och velour-klädsel. 18/22-serien togs väl emot av både press och kunder. Den kilformade karossen väckte gillande, speciellt jämfört med sextiotalets trista BMC-modeller.
Motorer:
| Modell | Motor               | Cylindervolym | Effekt | Bränslesystem       |
| ------ | ------------------- | ------------- | ------ | ------------------- |
| 18     | 4-cyl radmotor ohv  | 1798 cm³      | 86 hk  | Enkel SU förgasare  |
| 22     | 6-cyl radmotor SOHC | 2227 cm³      | 110 hk | Dubbla SU förgasare |

## Princess
British Leyland gjorde stora förluster i mitten av sjuttiotalet och tvingades till rationaliseringar överallt. Bland annat slogs Austins och Morris återförsäljarnät samman och därmed kunde koncernen slå samman även 18/22-serien till en enda modell.
Från september 1975 såldes bilen under namnet Princess. Den påkostade Wolseley-modellen ersattes med en version kallad Princess HLS. Efter en bra försäljningsstart, vände snart lyckan för Princess, när det visade sig att bilen led av samma dåliga byggkvalitet och problem med tillförlitligheten som övriga British Leyland-produkter. Kvaliteten förbättrades stadigt under tillverkningstiden, men bilens rykte hade fått sig en rejäl törn och försäljningen återhämtade sig aldrig.
Motorer:
| Modell | Motor               | Cylindervolym | Effekt | Bränslesystem       |
| ------ | ------------------- | ------------- | ------ | ------------------- |
| 1800   | 4-cyl radmotor ohv  | 1798 cm³      | 86 hk  | Enkel SU förgasare  |
| 2200   | 6-cyl radmotor SOHC | 2227 cm³      | 110 hk | Dubbla SU förgasare |

## Princess 2

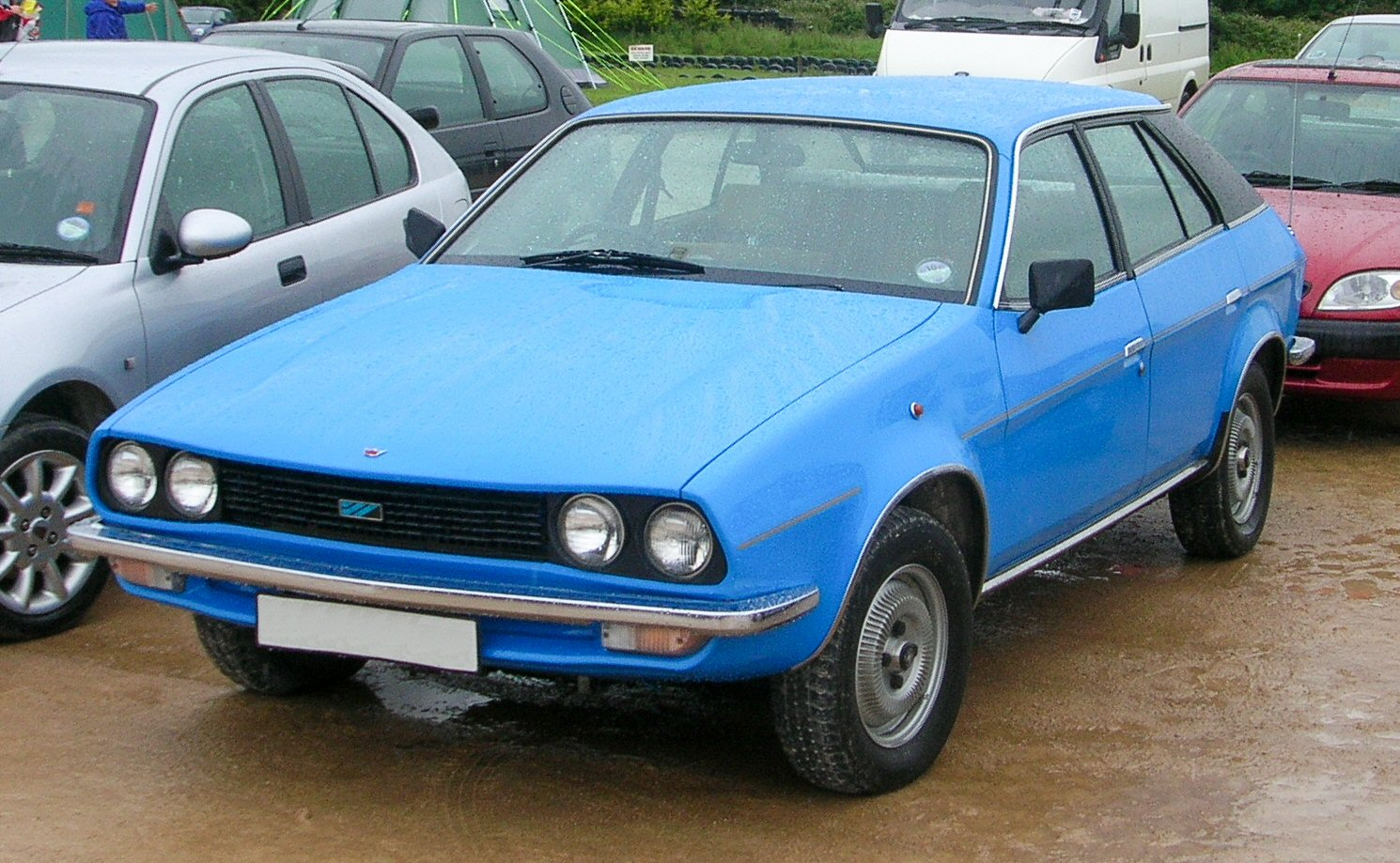
Leyland Princess 2

I juli 1978 introducerades den modifierade Princess 2. Den största förändringen var att den fyrcylindriga motorn nu ersatts med en modernare variant i två storlekar, med överliggande kamaxel och cylinderhuvud i aluminium. Men den mest efterfrågade förbättringen, en halvkombi-lucka, fick vänta tills efterträdaren Austin Ambassador presenterades 1982.
Motorer:
| Modell | Motor               | Cylindervolym | Effekt | Bränslesystem       |
| ------ | ------------------- | ------------- | ------ | ------------------- |
| 1700   | 4-cyl radmotor SOHC | 1695 cm³      | 87 hk  | Enkel SU förgasare  |
| 2000   | 4-cyl radmotor SOHC | 1993 cm³      | 93 hk  | Enkel SU förgasare  |
| 2200   | 6-cyl radmotor SOHC | 2227 cm³      | 110 hk | Dubbla SU förgasare |

## Nya Zeeland
Mellan 1977 och 1982 byggdes bilen på Nya Zeeland, där den såldes som Austin Princess. Det blev den sista BMC/British Leyland-produkt som tillverkades där.